# Tanystylum geminum
Tanystylum geminum là một loài nhện biển trong họ Ammotheidae. Loài này thuộc chi Tanystylum. Tanystylum geminum được miêu tả khoa học năm 1954 bởi Stock.